# Aspitates orciferata
Aspitates orciferata är en fjärilsart som beskrevs av Dyar 1902. Aspitates orciferata ingår i släktet Aspitates och familjen mätare. Inga underarter finns listade i Catalogue of Life.